# حبیب‌الله مجد ضیائی
شیخ حبیب‌الله مجد ضیائی (۱۲۶۹خ - ۱۳۵۲خ) از روحانیون و مالکان زنجان و نماینده این ولایت در دوره‌های هفتم تا چهاردهم مجلس شورای ملی بود.
پدرش شیخ‌الاسلام زنجانی بود و خودش نیز همچون پدر تحصیلات دینی کرد و به کسوت روحانیت درآمد. او مالک چندین آبادی بود و هم میان مالکان و زمینداران نفوذ و احترام داشت و هم میان روحانیون و اهل علم. در سال ۱۳۰۷ به نمایندگی زنجان در مجلس شورای ملی انتخاب شد (دوره هفتم) و تا هفت دوره بعد این کرسی را حفظ کرد. پس از پایان دوران نمایندگی‌اش در مجلس در دولت قوام‌السلطنه سمتی در نخست‌وزیری به او دادند.